# جام جهانی باشگاه‌های فوتبال زنان
جام جهانی باشگاه‌های فوتبال زنان یا جام باشگاه‌های فوتبال زنان جهان (به انگلیسی: FIFA Women's Club World Cup) گونه‌ای رقابت جهانی فوتبال میان باشگاه‌های فوتبال زنان است که توسط فیفا، نهاد حاکم جهانی این ورزش برگزار می‌شود.